# Asbestopluma hadalis
Asbestopluma hadalis är en svampdjursart som beskrevs av Claude Lévi 1964. Asbestopluma hadalis ingår i släktet Asbestopluma och familjen Cladorhizidae.
Artens utbredningsområde är havet kring Nya Zeeland. Inga underarter finns listade i Catalogue of Life.